# زتسین
زتسین (به آلمانی: Setzin) یک شهر در آلمان است که در لودویگسلوست-پارشیم واقع شده‌است. زتسین ۵۳۵ نفر جمعیت دارد.